# Vuelo 1478 de FedEx Express
 El vuelo 1478 de FedEx Express era un vuelo de carga nacional programado desde el Aeropuerto Internacional de Memphis al Aeropuerto Internacional de Tallahassee. El 26 de julio de 2002, el avión Boeing 727-232F que volaba por esta ruta se estrelló durante el aterrizaje en Tallahassee. Los tres miembros de la tripulación de vuelo sobrevivieron al accidente con heridas graves, pero el avión quedó destruido.

## Aeronave y tripulación

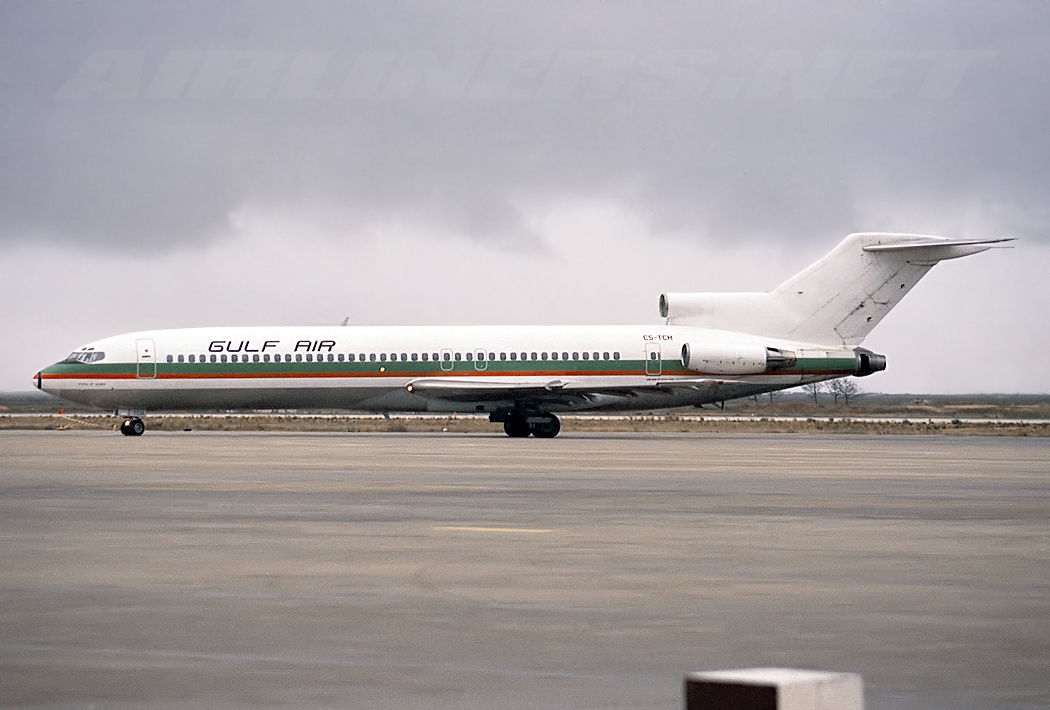
La aeronave involucrada en 1987, mientras todavía estaba en servicio con Gulf Air Transport

La aeronave involucrada era un carguero Boeing 727-232 registrado como N497FE (número de serie 20866 - número de línea 1067), que realizó su primer vuelo el 3 de septiembre de 1974. La aeronave fue entregada a Delta Air Lines el 13 de septiembre de 1986, y fue transferida a FedEx el 2 de diciembre del mismo año. Luego fue transferida a TAP Air Portugal que la alquiló a Air Atlantis. En diciembre de 1987 la aeronave fue subarrendada a Gulf Air Transport.  El avión fue devuelto posteriormente a FedEx y el 13 de diciembre de 1989 se convirtió en un carguero.: 18 
Los tres miembros de la tripulación de vuelo eran los únicos ocupantes del avión.: 13–15 
El primer oficial fue William Frye, de 44 años, quien había trabajado para FedEx Express desde 1997, habiendo servido previamente como piloto de la Marina de los Estados Unidos durante 16 años.  Tenía 8.500 horas de vuelo, 1.983 de ellas en el Boeing 727. Según su reciente certificado médico, Frye era daltónico, pero aprobó las pruebas de visión cromática de la Marina un total de 13 veces.: 15–17 
El ingeniero de vuelo era David Méndez, de 33 años, que había estado con  FedEx Express estuvo menos de un año y tenía 2600 horas de vuelo, incluidas 346 horas en el Boeing 727.: 17–18 

## Accidente
El vuelo 1478 despegó a las 4:12 AM EDT, con el primer oficial Frye como piloto a los mandos. El vuelo inicialmente tenía previsto aterrizar en la pista 27 debido a las ráfagas de viento.  Sin embargo, después de recibir una actualización meteorológica a las 5:24, la tripulación de vuelo cambió a una aproximación visual directa a la pista 09. Dado que la torre de control de tráfico aéreo (ATC) en Tallahassee no abrió hasta las 6:00, el vuelo 1478 fue monitoreado por controladores de tráfico aéreo en Jacksonville.

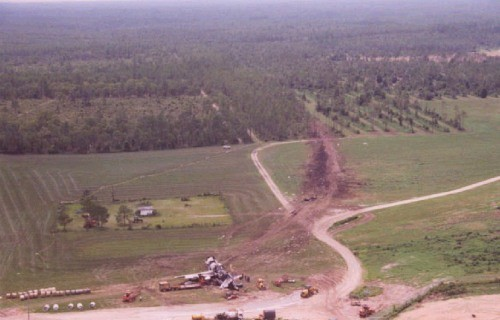
Vista aérea del lugar del accidente

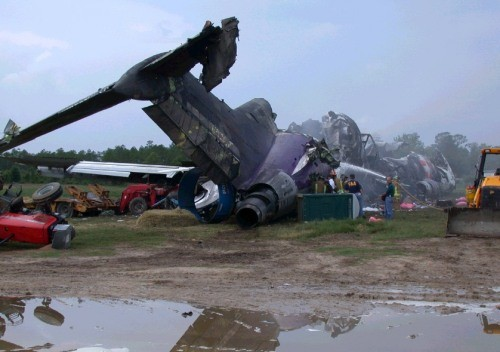
Sección de cola

A las 5:30, el primer oficial Frye dijo: "bien, creo que ya tengo una pista". La tripulación de vuelo discutió entonces la pista y la posición del avión.  A las 5:36, el vuelo 1478 descendía a una altitud de 1 pie (0,3 m) y giraba hacia la pista 09 desde el patrón de tráfico del aeródromo. En ese momento, las luces del indicador de trayectoria de aproximación de precisión (PAPI) mostraban una luz roja y tres luces blancas. El avión se encontraba ligeramente bajo en el punto de aproximación final, pero la tripulación no se dio cuenta. 30 segundos antes del impacto, el avión se encontraba a 500 pies (152,4 m), las cuatro luces PAPI estaban rojas, lo que indicaba que el avión se encontraba muy por debajo de la senda de planeo. Al mismo tiempo, el sistema de advertencia de proximidad al terreno (GPWS) emitió una advertencia de "quinientos" pies sobre el nivel del suelo.  El capitán Walsh respondió, "estable" mientras que el primer oficial Frye dijo "tendré que permanecer un poco más alto... Voy a perder el final de la pista". A las 5:37, con el tren de aterrizaje bajado y los flaps a 30 grados, el avión impactó contra árboles de 50 pies (15,2 m) de altura ubicados a 3,65 pies (1,1 m) antes de la pista.  El avión permaneció en el aire durante 1 pie (0,3 m) y luego se estrelló contra el suelo deslizándose a 1,1 pies (0,3 m), chocando contra un vehículo de construcción en el proceso y girando 260 grados antes de detenerse. El Aeropuerto Internacional de Tallahassee estuvo cerrado hasta las 10:35.

## Investigación
La Junta Nacional de Seguridad del Transporte (NTSB) llevó a cabo una investigación sobre el accidente y determinó que la causa del mismo fue que la tripulación de vuelo no mantuvo una trayectoria de vuelo adecuada durante una aproximación visual nocturna. La tripulación de vuelo también estaba fatigada y no siguió los procedimientos operativos estándar (SOP).
La tripulación de vuelo testificó que la aproximación fue normal hasta el último momento y ninguno de los miembros de la tripulación verbalizó que los cuatro PAPI estaban en rojo.  La aproximación no se estabilizó a 500 pies (152,4 m) sobre el nivel del suelo y la tripulación de vuelo no logró iniciar una maniobra de aproximación frustrada. El primer oficial Frye también se sometió a una prueba de la vista después del accidente, que reveló que le resultaba difícil distinguir entre rojo, verde y blanco. La NTSB concluyó que, según los resultados, esto dificultaba que Frye distinguiera entre el color de las luces PAPI.